# Malossi
Malossi S.p.A. je italijanski proizvajalec delov za predelavo skuterjev in manjših motornih koles. Podjetje je ustanovil Armando Malossi leta 1930.Podjetje je sprva predelovalo vplinjače Dell'Orto.
Pododdelek MHR (Malossi Hyper Racing) se ukvarja s predelavo dirkalnih motociklov.